# Sphinx xantus
Sphinx xantus är en fjärilsart som beskrevs av C. Reed Cary 1963. Sphinx xantus ingår i släktet Sphinx och familjen svärmare. Inga underarter finns listade i Catalogue of Life.